# Дёрентруп
Дёрентруп (нем. Dörentrup) — община в Германии, в земле Северный Рейн-Вестфалия.
Подчиняется административному округу Детмольд. Входит в состав района Липпе. Население составляет 7682 человек (на 31 декабря 2023 года). Занимает площадь 49,79 км².
Природная территория коммуны является частью возвышенности Липпе. Характерными чертами ландшафта являются лесистые холмы и интенсивно используемые сельскохозяйственные угодья. Самая крупная река — Бега, протекающая через муниципалитет с востока на запад. Дёрентруп расположен в природном парке Тевтобургский лес/Эггегебирге. Швелентруп и Хиллентруп — это курорты отдыха со спа-парками.
Замок Вендлингаузен был построен в начале XVII века Хильмаром фон Мюнхгаузеном и является одним из красивейших замков в стиле везерского ренессанса. Наиболее важным сектором экономики является сфера услуг, особенно туризм, однако многие сотрудники ездят на работу в близлежащие города, такие как Лемго и Билефельд.

## География

### Структура сообщества
Коммуна подразделяется на 5 сельских округов.